# スズキ・ボルティー
ボルティー（Volty）とは、スズキが製造していたオートバイである。
車名は、馬術用語のVOLTE（ボルト）という半径5mの円に沿って馬を操り正確さを競う乗馬の規程種目に由来し（日本では巻き乗りと呼ばれている）騎手（ライダー）の意志を忠実に伝える事が出来るバイクを目指したことから命名されたスズキの造語である。。

## 概要
1994年11月より全国販売され、2004年まで販売されたネイキッドタイプの250ccロードモデル。スペック的な高性能は追求せず、気軽に乗れて日常使用に適した乗りやすい仕様に留めている。
レトロ調のモデルが人気を博した時代背景もあって、ボルティーのメッキを多用したクラシカルなデザインは評価され、加えてリーズナブルな価格で販売されたこともあり、ボルティーは中型バイクのエントリーモデルとして好調な売れ行きを示した（特に値上げされる前の1994年末から1999年半ばまでの5年間）。ボルティーはシンプルかつオーソドックスなバイクであり、高性能バイクのような絶対的スペックはないものの、オートバイとしての基本的な性能が高かった（信頼性が高くて乗り易かった）ことも好評を博した一因となった。車体が軽くバランスも良いため、前輪シングルディスク（1ポット片押し式キャリパー）・後輪ドラム（リーディングトレーリング）の組み合わせながらブレーキが良く利く（後期モデルは前輪2ポット片押し式キャリパーを採用）。
250ccクラスの車種としては一際小柄で、シート高も750mmと足付きが良い反面、身長170cm以上のユーザーだと膝が曲がり過ぎて窮屈な一方、体格が小さく力がなくても乗りこなしやすいバイクであったため、女性ユーザーも多かった。
後継車種はST250であり、こちらもロングセラーモデルとなり、ST250 Etypeとして製造・販売された。

## 車両解説
- クラシカルな外観を持ったロードモデルとして開発されたオールドルックが特徴的。メッキを多用した曲線部分の多い車体デザインは童夢が担当しており、実用一辺倒で無骨なスタイルのGN250と比べると、同じクラシックモデルでもレトロ調の洒落たデザインをしている。

- 多くのロードバイクに採用されているパッセンジャーシートまで連続して繋がっているバイクシートを用いず、運転者とパッセンジャーシートが独立しているのがボルティーが持つ一つの特徴であり、そのため運転者側シートは着座面の幅も面積も広くとれ、長時間座っていてもお尻が痛くならないようになっており、ユーザーの工夫次第では運転者側のみシートの高さを上げて身長が高いユーザーにも足の窮屈さを改善させることが可能になっている。[3]

- 着座姿勢は前傾姿勢を強いるレーシングモデルと異なり無理のない楽なポジショニングを採用している（出荷時のセッティングでは大体155cm～170cm辺りの方が最も乗り易いようポジショニングの調整がされている。身長が高い場合は前記されているメインシートを加工するなどして自分に合った乗り易い着座姿勢に修正する必要がある）。

- 1982年に発売されたGN250からエンジン、フレーム、フォーク、サスペンション、ホイール、マフラーなどを流用し、外装を変えて販売することで開発費を極限まで抑え、またカラーラインナップも黒モデルの一色のみに絞ることで製造工程や在庫管理・流通経費を簡素化し、結果、当時の一般的な国内250ccモデルの新車価格相場を10万円以上下回る29万8,000円で販売された（ボルティーType I　ただし税抜き希望小売価格）。マスコミにも取り上げられ、「バイクの価格破壊」として話題になった[1]（なお価格についてはのちの価格改定（排ガス規制に伴う改良及び標準仕様強化並びに同時期に行われたスズキのバイク部門経営戦略見直しによる低価格路線の停止）により、1999年モデルで34万8,000円、2000年モデルでは35万8,000円と値上がりに転じている）。

- エンジンは高性能を追求した多気筒・高回転型ではなく、ベーシックでオーソドックスな作りで、DR250S（J401型）/GN250（J403型）をルーツにした、グラストラッカー/ビッグボーイ（前期型 4バルブモデル）、マローダー250と共通の249cc空冷単気筒4サイクル・SOHC4バルブを搭載する。これらは兄弟車種にあたる。最高出力は20ps/7,500rpm、SOHCながら4バルブ、TSCC（ニ渦流燃焼室）を備えている。馬力は規制前で20馬力（20ps/7,500rpm）と250ccクラスのエンジンとしては極めて平凡な性能であり、通常120km/hを超えるような速度は出せないが単気筒エンジンならではのトルクの高さがあり、街中での走りはトルクフルで扱いやすい。エンジンの振動も単気筒エンジンにしては控えめな振動で、長時間運転しても比較的疲れにくい。

- 整備された状態で、身長170cm前後 体重65kg前後のライダーが普通に運転して、リッター30km前後（信号が多く発進・停止を繰り返す街中で荒っぽく運転しても25km前後～、ツーリングでのんびり流せばリッター35km超えも）と、このクラスのバイクではトップクラスの燃費の良さを誇っていた。加えて、丈夫な単気筒エンジンと汎用フレーム（ダイヤモンドフレーム）の組み合わせはシンプルで壊れにくく、かつ整備性に優れ、車体価格もリーズナブルであったことから、一般用途の外に業務用途としても利用された。一部地域の郵便局ではカブやメイトに加えてボルティーも配達用途として使われた。1990年代中期から2000年代にかけてはバイク便の車両としても利用された。

## モデル一覧

### Type I
- 1994年11月 発売開始 29万8,000円（TU250S：NJ47A-100001〜）※以下の価格は全て消費税を含まない税抜き希望小売価格での表示
- 1995年10月 発売開始 29万8,000円（TU250T：NJ47A-107021〜）
- 1999年04月 発売開始 34万8,000円（TU250X：NJ47A-116340〜）
- 2000年06月 発売開始 35万8,000円（TU250Y：NJ47A-119071〜）
- 2002年01月 発売開始 35万8,000円（TU250K2：NJ47A-130780〜）
- 2003年05月 発売開始 35万8,000円（TU250K2 white version：NJ47A-136566〜）
- 2004年03月 発売開始 32万9,000円（TU250K2：Volty VIVID）
- カラーラインナップは黒モデルの一色のみ（TU250S・TU250T：1994年 - 1999年）
- センタースタンドはオプション扱いになるが搭載可能、パッシングライト搭載
- 1999年価格改定。割高となったが各種装備を追加・変更し、ボディカラーも複数ラインナップ（TU250X以降：1999年 - 2004年）
- TU250X以降は事実上のType IのType II化（Type IIはType Iに統合される形で1998年モデルをもって廃止）
- 2ポットブレーキキャリパー採用、クラッチプレート変更、ハンドルスイッチ変更、ポジションランプ（ハザードランプ）搭載（TU250X以降：1999年 - 2004年）
- 平成12年排出ガス規制適合のため二次空気供給装置（AI）を導入、キャブレター変更、ギア比変更（TU250Y以降：2000年 - 2004年）
- Volty VIVIDは特殊仕様（オートバイ販売店レッドバロンが最終生産ロットをスズキから入手し、カスタムパーツを組み込んで販売したショップ限定モデル）

### Type II
- 1994年11月 発売開始 32万9,000円（TU250XS：NJ47A-100001〜）
- 1995年10月 発売開始 32万9,000円（TU250XT：NJ47A-107021〜）
- ボディカラーを黒モデルの1車種に絞ることで価格を抑えたType Iの別注モデルにあたる
- 別注モデルにあたるため価格は割高となるがカラフルなボディカラーを複数ラインナップ
- Type Iとは一部装備（クラッチスイッチ、ブレーキレバー、ポジションランプ（ハザードランプ）等）を除いて同一、性能諸元において差はない
- Type Iに統合される形で1998年モデルをもって廃止

### Type C
- 1995年12月 発売開始 32万9,000円（TU250X-ST：NJ47A-108341〜）
- 1996年12月 発売開始 33万9,000円（TU250X-SV：NJ47A-111408〜）
- Type Iの別注モデル
- タンデムシートの代わりにキャリアベースを搭載したビジネスユースモデル
- センタースタンド搭載、パッシングライト・ポジションランプ（ハザードランプ）搭載
- キャストホイール、チューブレスタイヤ採用（TU250X-SV：1996年）

### Type T
- 1998年02月 発売開始 35万9,000円（TU250XT-W：NJ47A-114096〜）
- 1999年01月 発売開始 36万9,000円（TU250XT-X：NJ47A-115973〜）
- 2000年01月 発売開始 37万9,000円（TU250XT-Y：NJ47A-117006〜）
- Type Iの別注モデル
- ダブルシートと折り畳み式リアキャリアを搭載したツーリングモデル
- センタースタンド搭載、パッシングライト・ポジションランプ（ハザードランプ）搭載
- 2ポットブレーキキャリパー採用、クラッチプレート変更、ハンドルスイッチ変更（TU250XT-X以降：1999年 - 2001年）
- 平成12年排出ガス規制適合のため二次空気供給装置（AI）を導入、キャブレター変更、ギア比変更（TU250XT-Y：2000年 - 2001年）

## 関連車種
- ST250